# Musée de la Banque du Canada
Pour les articles homonymes, voir Musée de la Banque.
Le musée de la Banque du Canada est ouvert depuis décembre 1980 au rez-de-chaussée du siège de la Banque du Canada à Ottawa (Ontario).

## Historique
Depuis les années 1950, la banque réunit un ensemble de monnaies canadiennes et du monde au sein de ce qui deviendra officiellement en 1977 la « Collection nationale de monnaies ».
Entre 2013 et 2017, le musée a fait l'objet d'importantes rénovations pour mettre en valeur les 110 000 objets de sa collection.